# Duvin
Duvin (allemand : Duvin ), romanche : Duin ) est une localité et une ancienne commune suisse du canton des Grisons, située dans la région de Surselva.

Photo aérienne prise à 4000 m par Walter Mittelholzer (1919)